# La Garita (volcà)
La Garita Caldera, situada prop de la població de Creede, a l'estat de Colorado, Estats Units, és el producte d'una gran erupció que va tenir lloc al període Oligocè fa uns 26 milions d'anys. S'ha considerat que aquesta erupció era la més gran que mai havia tingut lloc en el planeta Terra, però investigacions posteriors n'han trobat d'altres més grans.

## Mida de l'erupció
El dipòsit que en va resultar es coneix com el Fish Canyon tuff, té un volum aproximat de 1.200 km3. Comparat amb l'erupció de 1980 del Mont Saint Helens aquest només tenia un volum de. L'erupció de La Garita equivalia a 240.000 megatones de TNT.